# 79 (liczba)
79 (siedemdziesiąt dziewięć) – liczba naturalna następująca po 78 i poprzedzająca 80.

## 79 w nauce
- liczba atomowa złota
- obiekt na niebie Messier 79
- galaktyka NGC 79
- planetoida (79) Eurynome

## 79 w kalendarzu
79. dniem w roku jest 20 marca (w latach przestępnych jest to 19 marca). Zobacz też co wydarzyło się w roku 79.